# Молочай плосколистный
Молоча́й плосколи́стный, или Молоча́й расширенноли́стный (лат. Euphórbia platyphýllos) — однолетнее травянистое растение; вид рода Молочай (Euphorbia) семейства Молочайные (Euphorbiaceae).

## Ботаническое описание

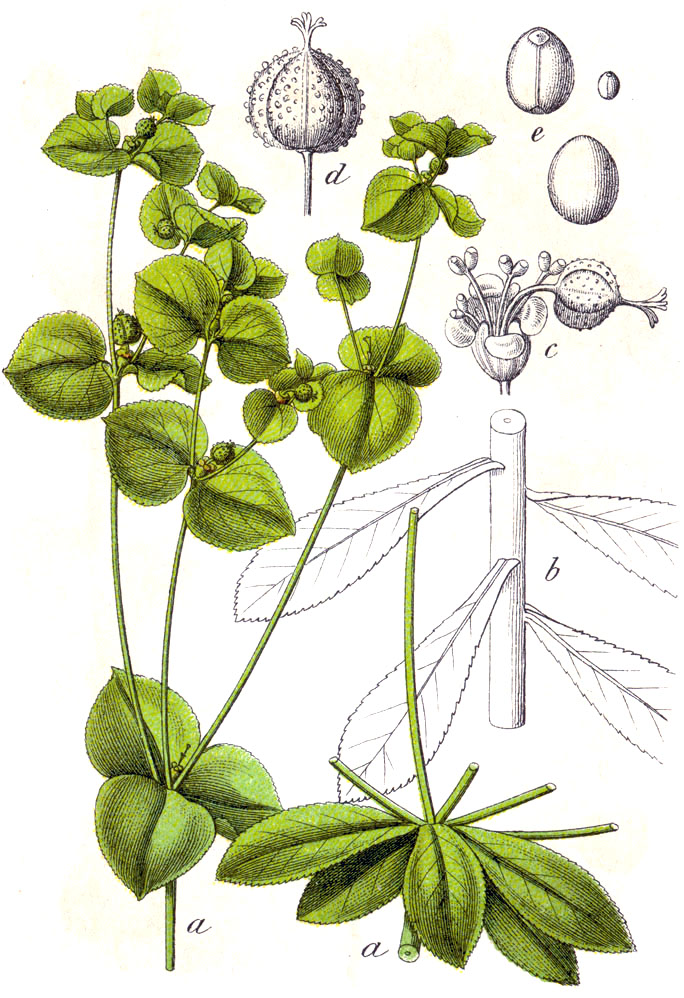

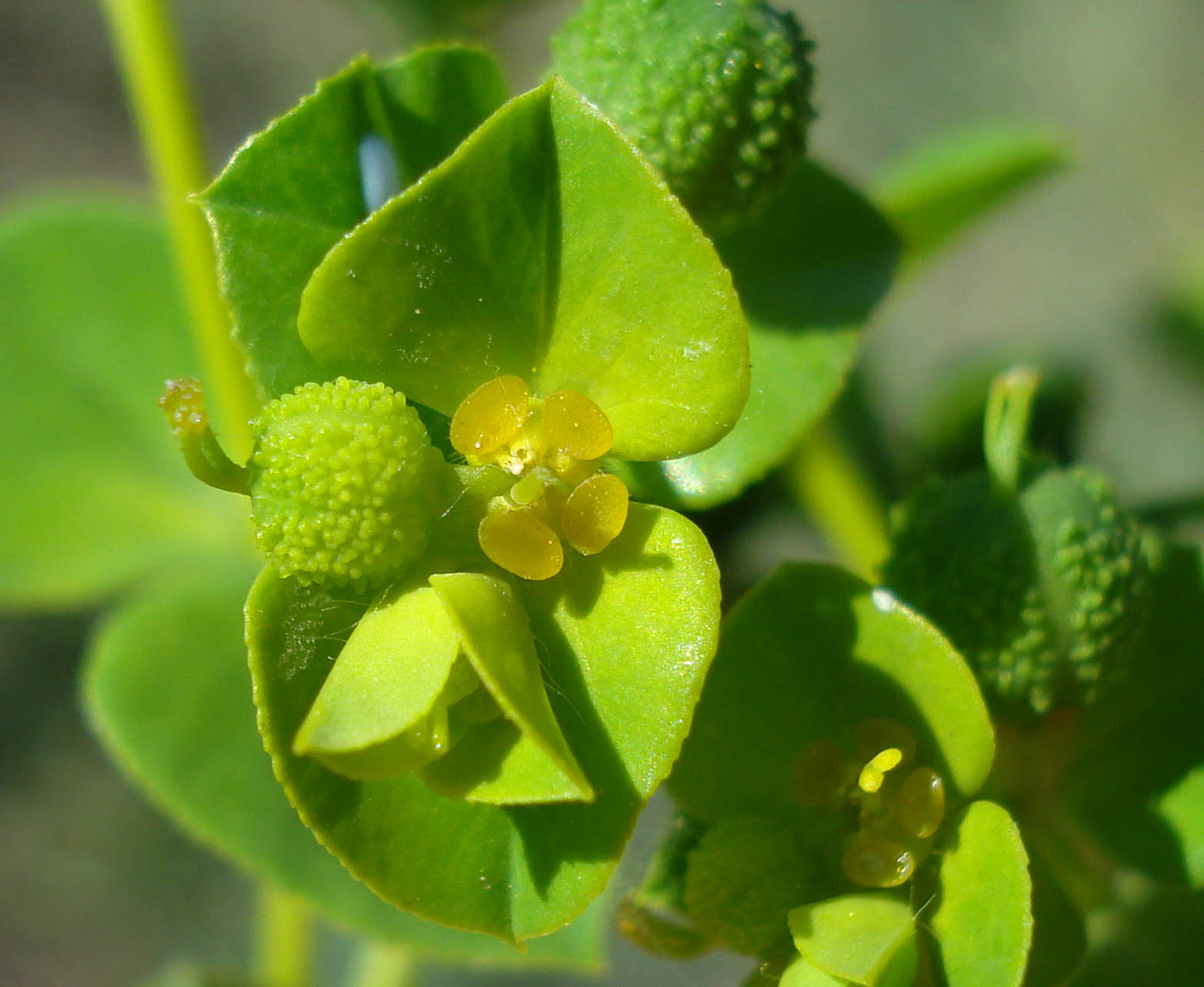
Цветки и плоды, Унтерфранкен, Германия

Растение 10—20(60) см высотой, с мышином за́пахом.
Корень веретеновидный.
Стебли нередко многочисленные, прямостоячие или из-за коротко изогнутого основания восходящие, голые или наверху волосистые, внизу простые, лишь иногда с двумя супротивными нецветущими ветвями, наверху с 1—7 пазушными цветоносами 1—2,8 см длиной, лишь очень редко под ними с короткими нецветущими веточками.
Стеблевые листья распростёртые или вниз отогнутые, сидячие или чаще коротко-черешчатые, из усечённого или слегка сердцевидного основания нижние обратнояйцевидные, тупые, верхние обратно-ланцетовидные, (1,5)2—5,5 см длиной, 5—16 мм шириной, все от середины пильчатые, плотные, желтовато-сизые или серовато-зелёные, голые или рассеянно-волосистые.
Верхушечные цветоносы в числе 3—5, 1,8—11 см длиной, как и пазушные — на конце трёхраздельные, а затем один-два раза или более двураздельные. Листочки обёртки яйцевидные или ланцетовидные, 1,2—3,3 см длиной, 0,5—1,5 см шириной, острые, мелкопильчатые; листочки обёрточек из широкого усечённого или слегка сердцевидного основания широко-треугольно-округлые или треугольно-яйцевидные, заострённые или остроконечные, нижние по три, (6)7—13(30) мм длиной, 6—8(16) мм шириной, верхушечные по два, уменьшенные, столь же широкие, как длинные или даже более широкие; бокальчик колокольчатый, 1—1,5 мм в диаметре, снаружи пушистый или оголённый, внутри волосистый, с яйцевидно-продолговатыми, бахромчатыми лопастями. Нектарники в числе 4, яйцевидные, жёлтые или зеленовато-жёлтые. Столбики 1,5—2 мм длиной, на 1/3 длины сливающиеся, толсто-двулопастные. Цветёт в июне—сентябре.
Плод — приплюснуто-шаровидный трёхорешник, 2,5—3 мм длиной, 3—3,5 мм шириной, неясно-трёхбороздчатый, на спинке лопастей посередине с обнажённой жилкой, а по бокам с рассеянными полушаровидными выростами. Семена сжато-округлённо-яйцевидные, 1,7—2 мм длиной, 1,5—1,8 мм шириной, гладкие, буро-зелёные, с небольшим почковидным придатком.
Вид описан из Западной Европы.

## Распространение
Европа: Албания, Болгария, Югославия, Италия, Франция, Испания; территория бывшего СССР: Украина (средняя часть Днепра, Крым), Кавказ (Западное Предкавказье и Западное Закавказье); Азия: Турция; Африка: Алжир.
Растёт на открытых местах, в редком кустарнике, на лесных вырубках, на пашнях, по обочинам дорог и по канавам, предпочтительно на жирной почве, на равнине до предгорий.

## Таксономия
|  |                                      |  |                                                             |                                                             |                      |  | ещё 36 семейств (согласно Системе APG II), в том числе Маковые | ещё 36 семейств (согласно Системе APG II), в том числе Маковые |                           |  |  |  | ещё ≈2000 видов |
|  |                                      |  |                                                             |                                                             |                      |  | ещё 36 семейств (согласно Системе APG II), в том числе Маковые | ещё 36 семейств (согласно Системе APG II), в том числе Маковые |                           |  |  |  | ещё ≈2000 видов |
|  |                                      |  |                                                             | порядок Мальпигиецветные                                    |                      |  |                                                                |                                                                | род Молочай (Euphorbia)   |  |  |  |                 |
|  |                                      |  |                                                             | порядок Мальпигиецветные                                    |                      |  |                                                                |                                                                | род Молочай (Euphorbia)   |  |  |  |                 |
|  | отдел Цветковые, или Покрытосеменные |  |                                                             |                                                             | семейство Молочайные |  |                                                                |                                                                | вид Молочай плосколистный |  |  |  |                 |
|  | отдел Цветковые, или Покрытосеменные |  |                                                             |                                                             | семейство Молочайные |  |                                                                |                                                                |                           |  |  |  |                 |
|  |                                      |  | ещё 44 порядка цветковых растений (согласно Системе APG II) | ещё 44 порядка цветковых растений (согласно Системе APG II) |                      |  |                                                                | ещё >300 родов                                                 | ещё >300 родов            |  |  |  |                 |
|  |                                      |  |                                                             | ещё 44 порядка цветковых растений (согласно Системе APG II) |                      |  |                                                                |                                                                | ещё >300 родов            |  |  |  |                 |